# داستان ربودن سرزمین (مجموعه تلویزیونی تایگا)
داستان ربودن سرزمین (به ژاپنی: 国盗り物語 Kunitori Monogatari) نام یک مجموعه تلویزیونی تاریخی و یازدهمین سری از فیلم‌های مجموعه تلویزیونی تایگا است. این مجموعه توسط ان‌اچ‌کی در سال ۱۹۷۳ میلادی ساخته شده است. این مجموعه از رمان شیبا ریوتارو به نام داستان ربودن سرزمین اساس گرفته است. در این مجموعه نقش سایتو دوسان توسط میکیجیرو هیرا و نقش اودا نوبوناگا توسط هیده‌کی تاکاهاشی و نقش آکچی میتسوهیده توسط ماسااومی کوندو ایفا شده است. داستان فیلم بر روابط این سه شخصیت تاریخی می‌پردازد.